# 国鉄タキ20300形貨車
国鉄タキ20300形貨車（こくてつタキ20300がたかしゃ）は、かつて日本国有鉄道（国鉄）及び1987年（昭和62年）4月の国鉄分割民営化後は、日本貨物鉄道（JR貨物）に在籍した私有貨車（タンク車）である。

## 概要
本形式は、ペーストサイズ剤専用の35t積タンク車として1970年（昭和45年）から1974年（昭和49年）にかけて2ロット6両（タキ20300 - タキ20305）が川崎重工業の1社のみで製作された。
所有者は、播磨化成工業の1社のみであり、その常備駅は、岳南鉄道（現・岳南電車）岳南線、須津駅である。全車生涯所有者及び常備駅が変わることなく運用された。
ペーストサイズ剤を専用種別とする形式には、他にはタキ6350形の1形式のみであった。
荷役方式は、積込は液出入管から行い、荷卸しは空気加圧を用いた吐出管による下出しである。空気加圧はS字管を装備していた。
塗色は、黒色であり、全長は13,500mm、全幅は2,538mm、全高は3,745mm、台車中心間距離は9,400mm、自重は18.5t、換算両数は積車5.5、空車1.8、台車はベッテンドルフ式のTR41C又はTR41Eであった。
1987年（昭和62年）4月の国鉄分割民営化時には全車（6両）がJR貨物に継承されたが、1990年（平成2年）3月に全車が一斉に廃車となり、同時に形式消滅となった。

### 年度別製造数
各年度による製造会社と両数、所有者は次のとおりである。（所有者は落成時の社名）
- 昭和45年度 - 4両
  - 川崎重工業 4両 播磨化成工業（タキ20300 - タキ20303）
- 昭和49年度 - 2両
  - 川崎重工業 2両 播磨化成工業（タキ20304 - タキ20305）